# 小眼澳鱸
小眼澳鱸（學名：Arripis truttacea），俗稱西澳鮭魚，為輻鰭魚綱鱸形目鱸亞目澳鱸科的其中一種，為亞熱帶海水魚，分布於東印度洋海域，從西澳大利亞至塔斯馬尼亞島、維多利亞省，在深度0-80公尺，體呈橢圓形，體上半部為黑色至鐵灰色，並具有黃色、藍色的斑點排列，背鰭2個，尾鰭叉形，胸鰭灰白色略帶黃色，尾鰭邊緣深色，背鰭硬棘9枚；背鰭軟條15-19枚；臀鰭硬棘3枚；臀鰭軟條9-10枚，體長可達96公分，體重可達10.5公斤，壽命可達9年，稚魚通常出現在河口、海灣，成魚則棲息在大陸棚開放水域，成群活動，屬肉食性，以其他魚類、甲殼類、橈腳類等為食，可做為食用魚及遊釣魚。